# Sillago japonica
Sillago japonica är en fiskart som beskrevs av Temminck och Schlegel, 1843. Sillago japonica ingår i släktet Sillago och familjen Sillaginidae. IUCN kategoriserar arten globalt som livskraftig. Inga underarter finns listade i Catalogue of Life.